# Ош
Ош (кир. и рус. Ош) је град у јужној Киргизији на ивици Ферганске долине. Административно, једина два места са статусом града у Киргизији су главни град Бишкек и Ош, тако да се Ош сматра јужном престоницом.
Ош се налази у сутропској клими. Он је киргизијска главна житница. У Бишкеку постоји Ошка пијаца. 
Овај град на североистоку Алтајских планина има историју дугу 3000 година. 
Број становника је 2017. био око 281.900, а становништво чини мешавина Киргиза, Узбека, Руса, Таџика и осталих мањих етничких група. 